# Merksplas
Merksplas è un comune belga di 8 270 abitanti nelle Fiandre (Provincia di Anversa).